# Cortijo Grande Club de Golf
De Cortijo Grande Club de Golf in een golfclub in Andalusië, Spanje.
De baan ligt bij Mojácar, ongeveer 80km ten Noorden van Almeria en 5km van de Middellandse Zee. Hij is in 1976 ontworpen door Paul J. Polansky. Op de baan staan veel amandel-, olijf-, citroen- en sinaasappelbomen, buiten de golfbaan is de omgeving erg kaal. De baan ligt in een vallei aan de voet van de Sierra Cabrera op een hoogte van 1000 meter. De baan is onlangs door Colt Properties tot 18 holes uitgebreid.
In 2009 is hier het Open de España gespeeld. Het werd gewonnen door Thomas Levet.